# Creonpyge creon
Genre
Espèce
Creonpyge creon est une espèce néotropicale de lépidoptères de la famille des Hesperiidae, de la sous-famille des Pyrginae et de la tribu des Pyrrhopygini. Elle est l'unique représentante du genre monotypique Creonpyge.

## Dénomination
L'espèce Creonpyge creon a été décrite par l'entomologiste britannique Herbert Druce en 1874, sous le nom initial de Pyrrhopyge creon. Le genre Creonpyge a quant à lui été décrit par Mielke en 2002.
L'espèce porte en anglais le nom vernaculaire de Creon skipper.

## Liste des sous-espèces
- Creonpyge creon creon ; présent à Panama.
- Creonpyge creon lilliana (Nicolay & Small, 1969) ; présent à Panama.
- Creonpyge creon taylori (Nicolay & Small, 1981) ; présent au Costa Rica[1].

## Description

### Imago
L'imago est un papillon d'une envergure de 54 mm à  65 mm, au corps trapu noir.
Les ailes sont de couleur bleu métallisé brillant avec une frange grise et aux ailes postérieures une tache rouge proche de l'angle anal.

### Chenille
La chenille est marron foncé, ornée de deux lignes de points de couleur orange.

## Biologie

### Plantes hôtes
Les plantes hôtes de sa chenille sont Dendropanax gonatopdodus et  Dendropanax querceti.

## Distribution
Creonpyge creon est présente à Panama et au Costa Rica.

## Protection
L'espèce n'a pas de statut de protection particulier.[réf. nécessaire]